# 天上の結婚

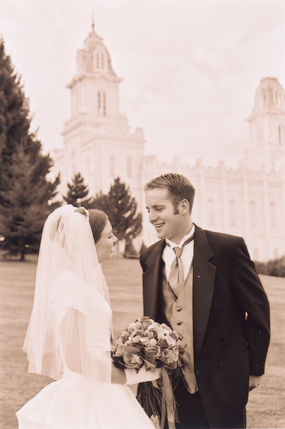
ユタ州マンタイ神殿で結婚したカップル

天上の結婚（てんじょうのけっこん、Celestial marriage）は、結婚は天国で永遠に続くことができるという教義。これは、末日聖徒イエス・キリスト教会またはモルモニズム、およびモルモン教原理主義の独特な教えである。